# El Turista Fallero
El Turista Fallero és una publicació valenciana de periodicitat anual. Va ser fundada el 1942 per Vicente Bayarri, sent la publicació degana de les dedicades a les Falles de València, i l'única publicació valenciana de caràcter anual en superar els 75 exemplars consecutius.
Al llarg dels anys la revista ha comptat per la realització de la seua portada amb artistes, il·lustradors i cartellistes com Rafael Raga, Vicente Lorenzo, José Martínez Mollá, Ramon Pla, Carlos Benavent, Carlos Corredera, David Moreno i Cecilia Plaza o Miguel Santaeulalia entre d'altres.
A partir dels anys noranta va patir problemes econòmics, i en la dècada de 2010 comptava amb 55 col·laboradors voluntaris.
A partir de la decada dels 2000, començà a publicar també els esbossos de les Falles dels pobles de la Provincia de València on es planten Falles.